# Іван Гонсалес Лопес
Іван Гонсалес Лопес (ісп. Iván González López, нар. 15 лютого 1988, Торремолінос) — іспанський футболіст, що грав на позиції захисника. Відомий за виступами в низці іспанських та закордонних клубів.

## Ігрова кар'єра
Іван Гонсалес Лопес дебютував у дорослому футболі 2007 року, коли розпочав виступи в клубній системи «Малаги», проте в основній команді розпочав грати лише з 2009 року, переважно виступаючи за фарм-клуби команди «Малага Б» і «Атлетіко Малагуеньйо». У 2011 року Гонсалес перейшов до системи мадридського «Реала», проте два роки грав лише за фарм-клуб команди «Реал Мадрид Кастілья». У 2013 році футболіст перейшов до команди Другої Бундесліги «Ерцгебірге Ауе», в якій грав до кінця 2014 року.
На початку 2015 року Іван Гонсалес Лопес став гравцем румунської команди «Тиргу-Муреш», в якій грав до середини 2016 року. У червні 2016 року футболіст повернувся на батьківщину, де став гравцем клубу «Алькоркон». На початку сезону 2017—2018 років Гонсалес перейшов до польського клубу «Вісла» з Кракова, в якій грав до закінчення сезону. У 2018 році іспанський захисник повернувся на батьківщину, де став гравцем клубу «Рекреатіво». У цій команді Іван Гонсалес Лопес грав до 2020 року, після чого завершив виступи на футбольних полях.